# Otmar Reiser

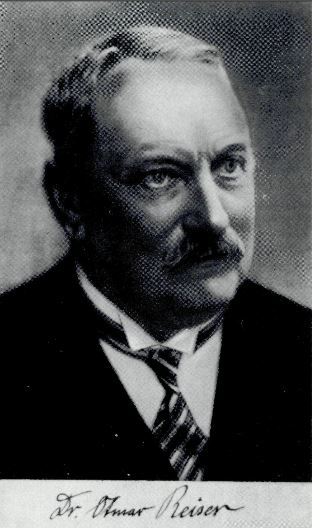
Otmar Reiser (1861–1936)

Otmar Reiser oder auch Othmar Reiser (* 21. Dezember 1861 in Wien; † 31. März 1936 in Pickern bei Marburg an der Drau) war ein österreichischer Ornithologe, Oologe und Botaniker.

## Leben und Wirken
Sein Großvater Othmar Reiser (1792–1868) stammte aus Kappel und kam im Jahr 1825 nach Marburg an der Drau, wo er als Notar und später als Bürgermeister Karriere machte. Sein Vater Othmar Reiser (1830–1907) war Hof- und Gerichtsadvokat in Wien. Reiser war mit Therese geb. Höfner (1860–1953) verheiratet, der er 1905 das Synonym Ramphastos theresae für den Orangekehltukan (Ramphastos ariel) widmete.
Der junge Otmar Reiser besuchte zunächst die Mittelschulen in Wien und Wiener Neustadt. Nach erfolgreichem Abitur machte er sein Freiwilligen-Jahr beim 47. Infanterie-Regiment, das er als Reserve-Leutnant verließ. Sein Vater hatte 1835 ein Gut mit großer Landwirtschaft und Waldbesitz in Pickern erworben und so folgte Otmar dem Wunsch des Vaters Forstwirtschaft an der Universität für Bodenkultur Wien zu studieren. 1896 verließ er die Hochschule als diplomierter Forstingenieur. Bereits als Abiturient publizierte er erste Ornithologische Beobachtungen aus der Steiermark und aus Pickern. Als Gustav von Hayek mit dem Heft 10 im Jahr 1886 die Redaktion von Mittheilungen des Ornithologischen Vereins in Wien – Die Schwalbe aufgab, übernahm Reiser kurzfristig die Redaktion der Hefte 11 bis 27. Ende des Jahres gab er das Amt auf und Friedrich Carl Knauer wurde mit der ersten Ausgabe 1887 sein Nachfolger. In seiner ersten wissenschaftlicheren Publikation aus dem Jahre 1883 beschrieb er das äußerst seltene Vorkommen sowie das Brutverhalten von Steinrötel (Monticola saxatilis), Mauerläufer (Tichodroma muraria) und Zippammer (Emberiza cia) an der Hohen Wand.
Im Alter von 26 Jahren wurde er nach Sarajevo beordert, um dort an der Gründung des Bosnisch-Herzegowinischen Landesmuseums mitzuwirken. Im Jahr 1888 wurde er dort zum Custos der zoologischen Abteilung ernannt, eine Position, die er 33 Jahre lang bekleidete.
Am Museum fand er als jugendlicher Forscher ideale Bedingungen für seine weitere wissenschaftliche Karriere. Die Gebiete, die ihm zugewiesen waren, befanden sich zu seiner Anfangszeit noch in sehr ursprünglichem Zustand und so war es keine Seltenheit, dort Bartgeier (Gypaetus barbatus), Wölfe, Bären oder anderes Wild zu beobachten. Außerdem wurde Reiser ein großer Gestaltungsspielraum zugebilligt und er erfuhr große Unterstützung durch die Landesregierung. Als Verantwortlicher sammelte er selbst viele naturhistorische Exponate und hielt Jäger und Förster dazu an, ihre Funde und Beutestücke dem Museum zu übergeben. Als 1881 der zweite Internationale Ornithologische Kongress in Budapest stattfand, konnte Reiser bereits nach vier Jahren eine stattliche Anzahl von 1718 Exemplaren aus 231 verschiedenen Arten vorweisen. Voller Stolz stellte er seine Werke auch auf der Budapester Millenniumsausstellung 1896 und der 1910 in Wien stattfindenden internationalen Jagdausstellung aus.
In seiner Zeit am Museum nahm er an zahlreichen Expeditionen nach Montenegro, Bulgarien, Griechenland, Serbien und Brasilien teil. Diese verliefen nicht immer einfach, da er in diesen turbulenten Zeiten mit seiner mit sich geführten Waffe oft als suspekte Person wahrgenommen wurde. Seine Reiseberichte enthielten neben Beobachtungen aus der Tierwelt auch anschauliche Details über Vegetation des jeweiligen Gebietes. Reiser sammelte nicht nur Vogelbälge, sondern brachte von seinen Reisen auch Reptilien und Amphibien bzw. Fische und gelegentlich erworbene Fossilien mit. Viele der Reptilien und Amphibien seiner Ausbeute wurde von Franz Werner bearbeitet. Seine Käferausbeute wurde meist von Viktor Apfelbeck bearbeitet.
Als Forstwirt war er natürlich auch an botanischen Exponaten interessiert und so sammelte er fleißig für das museale Herbarium unter der Leitung von Franz Fiala. Nach dessen Tod im Jahre 1898 übernahm Reiser auch dort die Leitung. In den 15 Jahren unter seine Obhut vervollständigte er die Pflanzensammlung so gut als möglich. 1885 erschien von ihm im Selbstverlag ein Verzeichnis der Holzgewächse der Bezirkshauptmannschaft Marburg mit Donati- und Wotschberg. Reiser galt in Fachkreisen als kenntnisreicher Oologe. So legte er sich eine private Sammlung mit ca. 16.000 Eiern und Nestern an, die er im Jahr 1912 dem Wiener Museum schenkte.
Die ornithologischen Ergebnisse aus den Balkangebieten erschienen unter dem Titel Materialien zu einer Ornis Balcanica. Der erste Teil über Bosnien und die Herzegowina handelte zunächst nur über die Greifvögel in diesem Gebiet und erschien in Wissenschaftliche Mitteilungen aus Bosnien und der Herzegowina . Erst postum wurde der erste Band vollständig publiziert. Der Band 2 handelte über die Avifauna Bulgariens, der Band 3 behandelte Griechenland und Band 4 das Gebiet von Montenegro. Zwar kündigte Reiser 1905 in Magyar botanikai lapok einen 5. Band über die Vogelwelt Serbiens an, doch wurde dieser nie publiziert.
Bulgarien besuchte er gleich drei Mal. So startete er am 12. Mai 1890 seine erste Reise in dieses Land, von der er am 8. Juli wieder zurückkehrt. Er startete von Sofia aus und besuchte die Sümpfe von Kumanica und Njegovan und die angrenzende Umgebung mit den Höhen von Bali-Effendi, den Auen des Iskar, der Iskar-Schlucht und Witoscha. Weiter ging es nach Lom, von wo aus die Gruppe mit dem Dampfer nach Swischtow ging. Hier machten sie verschiedene Ausflüge u. a. an den See von Swischtow, zur Donauinsel Cingenan und an die Mündung des Jantra. Es ging weiter zum See von Srebarna und Richtung Warna. Es folgten Ausflüge entlang der Küste des Schwarzen Meeres sowie ins Landesinnere nach Sultanlar und Prowadija. Im Juni traf die Gruppe in Burgas ein, von wo aus sie Pomorie, Nessebar und das Naturschutzgebiet Arkutino besuchten. Mit der Bahn fuhr sie anschließend über Plowdiw nach Sofia zurück, nicht ohne zuvor in Jambol zu verbleiben, um dort die zahlreichen Fasane zu beobachten.
Am 25. September 1881 brach er erneut zu einer Reise an die Küste des Schwarzen Meeres auf. Hier wollte er den Vogelzug beobachten und bestimmte Fische, die nur im Herbst an die Küste kommen, sammeln. Die Reise begann wieder in Sofia und ging weiter nach Burgas. Entlang der Küste ging es erneut nach Pomorie und Mesembria. Von Kiten bewegten sie sich etwas westlicher ins Dorf Salihlar. Über Ostrumelien ging es über Kap Emine in den sogenannten Emine-Balkan. Auf der Heimfahrt erkrankten Reiser und ein Begleiter an Malaria. Trotzdem erreichten sie Ende Oktober im Schneegestöber Sofia, von wo aus sie zurückkehrten.
Im Mai 1893 führte ihn eine dritte Sammelreise nach Bulgarien. Dieses Mal besuchten sie das Balkangebirge und die Rhodopen. Über Tsarichina, Tetewen, Karlowo, Kalofer, Kasanlak, Stara Sagora ging es nach Tschirpan. Von dort reiste man westlich Richtung Plowdiw. Hier sammelte man auf einer Insel auf dem Mariza. Nun ging es in die Rhodopen. Am Batasjki Snezjnik vorbei führte sie der Weg nach Shiroka Laka und weiter nach Peruschtiza. Über Batak reisten sie durch Wälder bis auf Musala und ins Tal nach Samokow. Die Rumelische Kiefern-Wälder um das Dorf Beli Iskar bildeten das Ende der Reise, die schließlich am 21. Juli in Sofia beendet wurde.
Mitte April 1894 besuchte er mit Korfu erstmals Griechenland. Von dort ging es weiter nach Patras und Etoliko. Über Agrinio wanderte er an den Trichonida-See. Von dort ging es nach Athen, um in der Gegend verschiedene Exkursionen durchzuführen. Mitte Mai fuhren sie den Kanal von Atalandi nach Volos, von wo aus sie den Karla See und Larisa besuchten. Mit einem Dampfer ging es nach Skopelos, doch musste er aufgrund einer früheren Fußverletzung nach Volos zurückkehren. Nach einer erfolgreichen Behandlung segelte er auf die Inseln Syros, Kyra Panagia und Gyaros. Aufgrund der Verletzung musste Reiser sich mit kleineren Ausflügen auf Psathoura begnügen. Es ging zurück nach Kyra Panagia und Skopelos, um Abschied von den Nördlichen Sporaden zu nehmen und von Athen aus die Kykladen aufzusuchen. Es folgten Besuche auf den Inseln Syros, Paros, Naxos und Milos und die Rückkehr nach Piräus. Hier endete diese Reise.
Von Januar bis Anfang Mai 1897 besuchte er das zweite Mal Griechenland, die ihn in die Lagunen im Westen und auf den Peloponnes führen sollte. Auch Korfu besuchte er erneut, um das Vogelleben im Winter mit dem seiner letzten Reise zu vergleichen. Zunächst quartierte sich Reiser für zwei Monate in Mesolongi ein, um dort die örtlichen Lagunen zu beobachten und zu sammeln. Ausflüge führten ihn in der Zeit auf Oxia und Petalas. Ein Abstecher durch Akarnanien nach Astakos und den Ambrakischen Golf führte zu der überraschenden Erkenntnis, dass es hier noch Damhirsche gab. Ausflüge auf Kefalonia, Nafpaktos und dem Südufer des Trichonida-Sees waren für ihn willkommene Abwechslung. Später machte er von Athen aus Exkursionen an die Bucht von Eleusis und Kifisia. Mitte April folgte eine Fahrt nach Argos. An der Ostküste des Peloponnes führte ihn sein Weg nach Astros, von dort aus ins Landesinnere nach Tripoli. Bedingt durch den türkisch-griechischen Krieg wurde Reiser gezwungen, nach Athen zurückzukehren. Aber auch dort wurde die Lage zusehends ungemütlich und so machte er sich am 30. April über Korfu auf die Heimreise.
Im Jahr 1898 machte er sich auf eine dritte Expedition in den Westen und Süden Moreas mit den Inseln Zakynthos und Kythira. Mit einem Boot wurde er auf die Strofades gebracht, um dort Mittelmeer-Mönchsrobben zu beobachten und zu jagen. An den Lagunen bei Pyrgos sammelte er Wasser- und Strandvögel. Im weiteren Verlauf seiner Reise besuchte er die Wälder von Olympia. Ende Mai brachte ein Dampfer die Teilnehmer der Expedition nach Pylos, von wo aus es weiter nach Kalamata ging. Über Messene ging es via Taygetos weiter nach Sparta. Der Abschluss der Reise war schließlich die Insel Kythira.
In Montenegro war er zu kleineren naturwissenschaftlichen Erkundungen in den Jahren 1890 und 1892 unterwegs. Hier besuchte er die Schwarzen Berge. Im Oktober 1893 folgte ein Aufenthalt, der ein ganzes Jahr dauerte. Im Frühjahr 1895 und im Juni/Juli desselben Jahres fanden dann Reisers letzte Reisen in diesem Land statt. Dabei wagte er sich auch zu kleinen Abstechern nach Albanien. In dem Gebiet sucht er den Durmitor, den Lovćen, Cetinje, Ulcinj, Podgorica und Rijeka Crnojevića auf. Ausflüge ins Tal des Morača und zum Skutarisee mit seinen Sümpfen gaben ihm reichlich Gelegenheit, Material zu sammeln.
In Serbien sammelte er in den Jahren 1899 und 1900. Ende April 1899 führte ihn die Reise von Belgrad die Donau hinunter bis an die bulgarische Grenze. Von dort ging es weiter nach Negotin und entlang des Timoks durch das Balkangebirge. Pirot und Niš machte er als Ausgangsziel für Erkundungen im Kopaonik-Gebirge. Außerdem untersuchte er die Wälder bei Radočelo, des Čemerno und des Zlatibor-Gebirges. Die Reise endete schließlich in Zborište.
Die zweite Serbienreise begann im August 1900 und endete im Oktober. Von Radujevac startend ging es erneut nach Negotin. Sie wanderten nach Westen quer durch das Innere des Landes und bezogen in Žagubica und Jagodina jeweils ihr Lager. Entlang des Morava-Tals kamen sie erneut nach Niš. Weiter ging es mit der Bahn nach Kragujevac und von dort weiter zu Fuß nach Valjevo. Es folgte die Erstbesteigung des Povlen mit Weiterreise nach Ljubovija. In Srebrenica fand diese Reise schließlich ihr Ende.
1903 wurden seine Balkanreisen zunächst unterbrochen. Als erfolgreicher Forschungsreisender war er von der Kaiserlichen Akademie der Wissenschaften auserkoren worden, unter der Leitung von Franz Steindachner in den Nordosten Brasiliens zu reisen. Neben Steindacher waren Arnold Penther (1865–1931), Georg Radax (1862–1912), Johann Santarius, Arthur Wachsmund und Emil Goeldi weitere Teilnehmer. Reiser und Steindachner sowie ihre Begleiter gingen bei ihren Expeditionen aber größtenteils unterschiedliche Wege. Die Expedition ging in den bis dahin wenig erforschten Bundesstaat Piauí. Im Februar landete die Gruppe zunächst in Pernambuco. Hier begann Reiser mit ersten kleineren Sammelexkursionen. Mit dem Dampfer ging es den Rio São Francisco hinauf bis Juazeiro. Über den Rio Grande und den Rio Preto erreichten sie Santa Rita de Cássia. Über die Serra da Capivara ging es weiter nach Parnaguá mit seinem Parnaguasee, an dem die Expedition 43 Tage verblieb. Über den Rio Parnaíba erreichte man nach 22 Tagen Teresina. Hier in der Provinz und bei ihrer Weiterreise durch Maranhão machten sie ordentlich Beute für ihre Sammlung. Nach weiteren 23 Tagen auf dem Rio Parnaíba erreichten sie Parnaíba. Hier konnten sie im Mündungsgebiet des Flusses zahlreiche Inseln und Kanäle erkunden. Am 30. September ging es über das Meer nach Belém und nach 10 weiteren Tagen zur Mündung des Amazonas. Am 7. Oktober erfolgte die Rückreise nach Europa. Seinen ersten Bericht zur Reise veröffentlichte er bereits 1905. Es folgten 1926 weitere ornithologische Berichte, bevor 1929 ein längerer Bericht von ihm zum Verlauf der Reise erschien.
Nach seiner Rückkehr aus Brasilien nahm er seine musealen Pflichten in Sarajevo wieder auf. Als Franz Ferdinand von Österreich-Este zur Einweihung des Museums kommen wollte, musste Reiser, vergeblich auf den Kronprinzen wartend, erleben, dass dieser einem Attentat zum Opfer gefallen war. Es wurde ein Wendepunkt in seinem Leben, denn er musste seine geliebte Sammlung von über 10.000 Bälgen im Stich lassen und als Reserveoffizier zum Kriegsdienst einrücken.
Nach seiner Pensionierung im Jahr 1920 zog er sich auf sein Gut in Pickern zurück. Etwa die Hälfte des Jahres verbrachte Reiser in Wien, wo er sich am Naturhistorischen Museum weiter wissenschaftlich betätigte und publizierte. Dazu half er, die Eiersammlung, die durch seine Schenkung stark angewachsen war, neu zu kategorisieren. Wirtschaftlich litten er und sein Gut nach dem Ersten Weltkrieg sehr. Sein Besitz gehörte nun zu Jugoslawien. Reiser selbst nahm die jugoslawische Staatsbürgerschaft an.
Schon im Sommer 1935 erkrankte Reiser sehr schwer, doch erholte er sich zunächst wieder. Im Herbst desselben Jahres besuchte er wie jedes Jahr das Naturhistorische Museum Wien. Hier verschlechterte sich im März 1936 sein Gesundheitszustand so drastisch, dass er ins Spital musste. Noch 8 Tage vor seinem Tod reiste er zurück in seine Heimat.

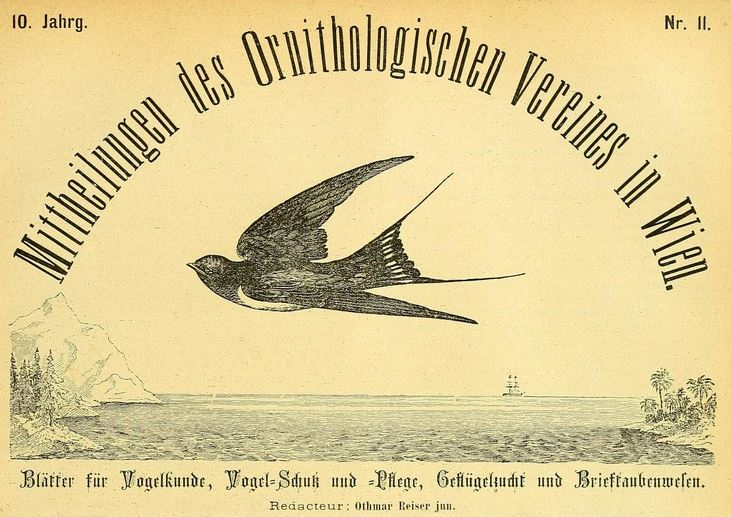
Erste Ausgabe Mittheilungen des Ornithologischen Vereins in Wien – Die Schwalbe unter dem Redakteur Reiser

## Mitgliedschaften und Ehrungen
Reiser war Ehrenmitglied der Zoologisch-Botanischen Gesellschaft in Wien, des Ungarischen Ornithologischen Institutes in Budapest, der Deutschen Ornithologen-Gesellschaft in Berlin, der der Ornithologischen Gesellschaft in Bayern in München. Dazu war er korrespondierendes Mitglied des Naturwissenschaftlichen Vereines für Württemberg in Stuttgart und des Naturwissenschaftlichen Vereines in Agram. Bei der British Ornithologists’ Union war er ausländisches Mitglied und agierte als Korrespondent für das Naturhistorische Museum in Wien etc. p.p. Die Universität Graz verlieh ihm 1932 die Ehrendoktorwürde. Noch während seiner Tätigkeit in Sarajevo wurde ihm das Ritterkreuz des Franz-Joseph-Ordens und der Titel des Regierungsrats verliehen. Ferdinand I. von Bulgarien zeichnete ihn mit dem Zivilverdienstorden aus.

## Erstbeschreibungen durch Otmar Reiser

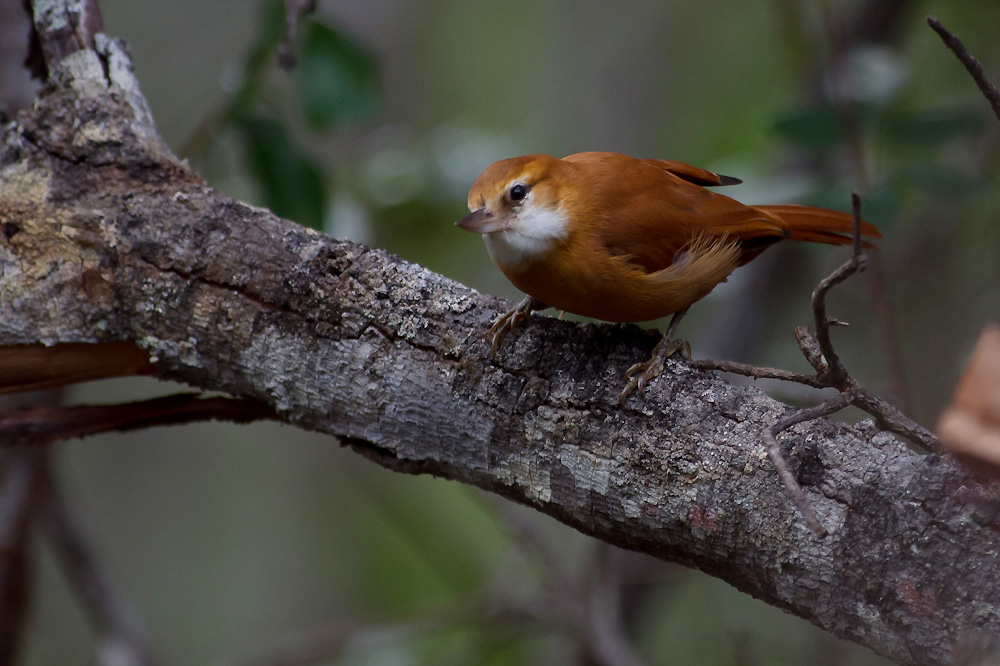
Zimtroter Baumspäher

Zu den neuen Arten und Unterarten von Reiser gehören chronologisch u. a.:

### Arten
- Rotschulter-Dickichtschlüpfer (Synallaxis hellmayri (Reiser, 1905))
- Zimtroter Baumspäher (Megaxenops parnaguae Reiser, 1905)

### Unterarten
- Rohrammer (Schoeniclus schoeniclus tschusii Reiser & Almásy, 1898)
- Rotflügeltinamu (Rhynchotus rufescens catingae Reiser, 1905)
- Virginia-Uhu (Bubo virginianus deserti Reiser, 1905)

## Dedikationsnamen

### Vögel
Carl Eduard Hellmayr widmete ihm 1905 den Namen des Reiserkleintyrann (Phyllomyias reiseri) und 1917 eine Unterart des Dünnschnabel-Baumsteigers (Sittasomus griseicapillus reiseri). Ernst Hartert nannte ihm zu Ehren 1904 eine Unterart der Rohrammer Schoeniclus schoeniclus reiseri. Carl Hilgert benannte nach ihm 1908 eine Unterart des Blaßspötters (Iduna pallida reiseri), Elsie Naumburg geb. Reichenberger 1922 eine Unterart des Rötlichbraunen Buschschlüpfers (Cranioleuca vulpina reiseri). Otto Kleinschmidt bezeichnete mit Saxicola meridionalis reiseri den Mittelmeer-Steinschmätzer (Oenanthe hispanica), Carl Parrot 1910 mit Cettia cetti reiseri die Seidensänger-Unterart Cettia cetti sericea, Guido Schiebel 1911 mit Turdus viscivorus reiseri die Misteldrossel-Unterart Turdus viscivorus deichleri, Anton Reichenow 1911 mit Caccabis saxatilis reiseri  das Steinhuhn (Alectoris graeca) und Victor von Tschusi zu Schmidhoffen 1901 mit Accentor collaris reiseri die Alpenbraunelle-Unterart Prunella collaris subalpina.

### Reptilien
Franz Werner nannte 1902 eine heute umstrittene Unterart des Bergmolchs Ichthyosaura alpestris reiseri.

### Säugetiere
István József Bolkay nannte 1927 eine heute umstrittene Unterart des Wildschweins Sus scrofa Reiseri.

### Insekten
Ludwig Ganglbauer nannte 1889 eine Grabkäferart Pterostichus reiseri. Viktor Apfelbeck nannte 1894 eine Grabkäferart Otiorhynchus reiseri, dieser Begriff bezeichnet heute die Rüsselkäferart Dodecastichus mastix. 1904 beschrieb er die Laufkäferart Molops reiseri. Franz Friedrich Kohl bezeichnete 1901 mit Tachysphex reiseri die Grabwespenart Tachysphex coriaceus.

### Gliederfüßer
Kurt Marcus nannte 1913 eine Kiemenfüßerart Chirocephalus reiseri.

### Pflanzen
Karl Malý (1874–1951) nannte 1907 eine zu den Nelkengewächsen gehörende Art Silene reiseri. Josef Velenovský nannte 1893 eine Kreuzblütlerart Alyssum reiseri. Eugen von Halácsy nannte 1895 eine Rötegewächsart Galium reiseri, 1896 eine Glockenblumengewächsart Campanula reiseri. und 1898 die Braunwurzgewächsart Verbascum reiseri. Árpád von Degen bezeichnete 1895 mit Lamium reiseri die Lippenblütlerart Lamium garganicum.

## Publikationen (Auswahl)
- Verzeichnis der im Gebiete der K. K. Bezirkshauptmannschaft Marburg a./Drau einschliesslich des Donati- und Wotschgebirges vorkommenden Holzgewächse. Selbstverlag, Pickern bei Marburg 1885.
- Ornithologische Beobachtungen. In: Erster Jahresbericht (1882) des Comite's für ornithologische Beobachtungsstationen in Österreich-Ungarn. Band 1, 1892.
- Drei Bewohner der Hohen Wand bei Wiener-Neustadt. In: Mittheilungen des Ornithologischen Vereines in Wien – Die Schwalbe. Band 7, Nr. 12, 1883, S. 254–255 (biodiversitylibrary.org).
- Materialien zu einer Ornis Balcanica. I Bosnien und Herzegovina. In: Wissenschaftliche Mitteilungen aus Bosnien und Herzegovina. Band 2, 1894, S. 662–688 (biodiversitylibrary.org).
- Materialien zu einer Ornis Balcanica. Herausgegeben vom Bosnisch-Herzegowinischen Landesmuseum in Sarajevo. 2 (Bulgarien). In Commission bei Carl Gerold's Sohn, Wien 1894.
- mit Ludwig von Führer: Materialien zu einer Ornis Balcanica. Herausgegeben vom Bosnisch-Herzegowinischen Landesmuseum in Sarajevo. 4 (Montenegro). In Commission bei Carl Gerold's Sohn, Wien 1898 (biodiversitylibrary.org).
- mit György Almásy: Emberiza schoeniclus tschusii n. subsp. In: Aquila. A magyar madártan központi folyóirata. Band 5, 1898, S. 122–125 (biodiversitylibrary.org).
- Das. w. M. Hofrat Franz Steindachner legt nachfolgenden vorläufigen Bericht des Kustos O. Reiser über die ornithologische Ausbeute während der von der kais. Akademie der Wissenschaften im Jahre 1903 nach Brasilien entsendeten Expedition vor. In: Anzeiger der Kaiserlichen Akademie der Wissenschaften, Mathematisch-Naturwissenschaftliche Classe. Band 42, Nr. 18, 1905, S. 320–324 (biodiversitylibrary.org).
- Materialien zu einer Ornis Balcanica. Herausgegeben vom Bosnisch-Herzegowinischen Landesmuseum in Sarajevo. 3 (Griechenland). In Commission bei Carl Gerold's Sohn, Wien 1905 (biodiversitylibrary.org).
- Bericht über die botanischen Ereignisse meiner naturwissenschaftlichen Sammelreisen in Serbien in den Jahren 1899 u. 1900. In: Magyar botanikai lapok. Band 4, 1905, S. 113–117 (biodiversitylibrary.org).
- Die Vögel von Marburg an der Drau. Nebst Erinnerungen an den steirischen Ornithologen Eduard Seidensacher. In: Mitteilungen des Naturwissenschaftlichen Vereines für Steiermark. Band 61, Nr. 1, 1925, S. 1–143 (zobodat.at [PDF; 61,0 MB]).
- Liste der Vogelarten, welche auf der von der kaiserlichen Akademie der Wissenschaften 1903 nach Nordostbrasilien entsendeten Expedition unter Leitung des Hofrathes Dr. Franz Steindachners gesammelt wurden. In: Denkschriften der Akademie der Wissenschaften, Mathematisch-Naturwissenschaftliche Classe. Band 76, 1926, S. 55–100 (zobodat.at [PDF; 2,6 MB]).
- Ergebnisse der zoologischen Expedition der Akademie der Wissenschaften nach Nordostbrasilien im Jahre 1903. In: Denkschriften der Akademie der Wissenschaften, Mathematisch-Naturwissenschaftliche Classe. Band 76, 1926, S. 107–252 (zobodat.at [PDF; 12,7 MB]).
- Naturwissenschaftlicher Bericht über den Verlauf der von der k. Akademie der Wissenschaften in Wien 1903 unter Leitung von weiland Hofrat Dr. F. Steindachner nach Nordost-Brasilien entsendeten Sammel-Expedition. In: Annalen des Naturhistorischen Museums in Wien. Band 43, 1929, S. 1–73 (zobodat.at [PDF; 11,3 MB]).
- Dr. Nemeskisfaludi Madarász Gyula. In: Kócsag. Band 4, Nr. 3, 1931, S. 79–81 (epa.oszk.hu [PDF; 2,1 MB]).
- Materialien zu einer Ornis Balcanica. Herausgegeben vom Bosnisch-Herzegowinischen Landesmuseum in Sarajevo. 1 (Bosnien und Herzegovina, nebst Teilen von Serbien und Dalmatien (im Anhang eine Liste der Vögel Dalmatiens)). Annalen des Naturhistorischen Museums in Wien, Wien 1939.